# Carnegie Hall

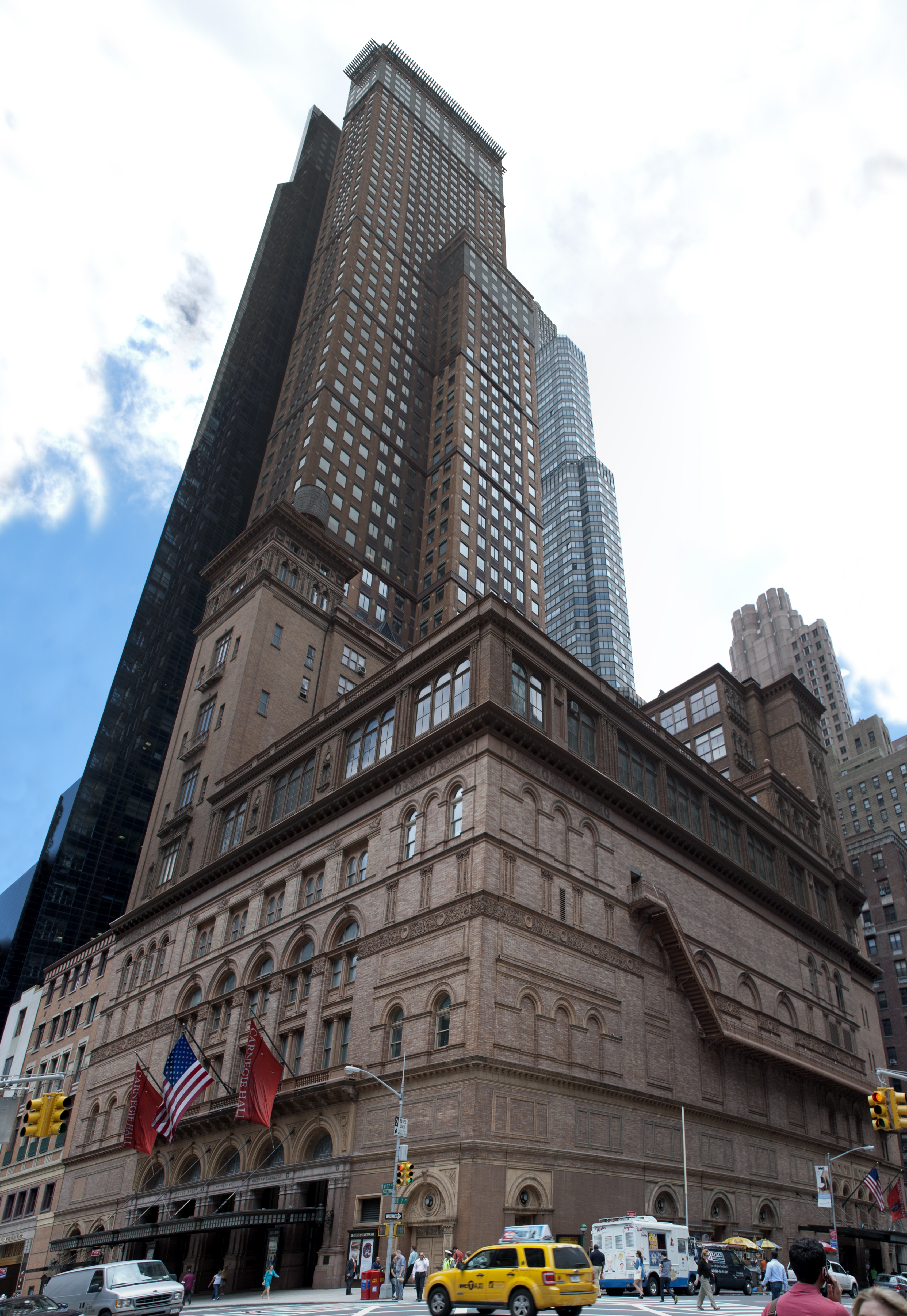
Carnegie Hall en de Carnegie Hall Tower

Carnegie Hall is een concertzaal in New York. De zaal werd in 1890 gefinancierd door de filantroop Andrew Carnegie (1835-1919) en is een van de meest vooraanstaande en prestigieuze zalen voor zowel de klassieke als de populaire muziek in de Verenigde Staten. De ontwerpplannen zijn van de bekende New Yorkse architect William Burnet Tuthill (1855-1929). In 1991 werd naast Carnegie Hall een wolkenkrabber gebouwd, de Carnegie Hall Tower.
De grote zaal staat niet enkel bekend om zijn architectuur en bewogen geschiedenis, maar ook om de akoestiek. De nagalmtijd bedraagt met publiek 1,80 seconden, zonder publiek 2,10 seconden. Van 1892 tot 1962 was Carnegie Hall de vaste speelplek van de New York Philharmonic. Nadat dit orkest verhuisd was naar de Avery Fisher Hall stond het voortbestaan van Carnegie Hall in de jaren zestig ter discussie. Door het ijveren van de violist Isaac Stern bleef het gebouw behouden als concertzaal. Daarom heeft de grote zaal in 1997 de naam Isaac Stern Auditorium gekregen. Deze zaal biedt plaats aan 2804 bezoekers op vijf niveaus. Het gebouw herbergt ook de Zankel Hall met 599 zitplaatsen, die voor diverse doeleinden kan worden aangepast, en de Weill Recital Hall met 268 zitplaatsen voor kamermuziek.
De zalen worden verhuurd aan optredende groepen en artiesten. Onder hen waren Benny Goodman, Duke Ellington, Glenn Miller, Billie Holiday, het Dave Brubeck Quartet, Violetta Villas, Judy Garland, Harry Belafonte, Woody Herman, Ike & Tina Turner, Paul Robeson, Nina Simone, Shirley Bassey, James Gang, Stevie Ray Vaughan en Frank Zappa & The Mothers of Invention. Zij maakten beroemd geworden live-opnamen van hun optredens in Carnegie Hall. Veel werken zijn er in première gegaan, bijvoorbeeld de Symfonie nr. 9 (Dvořák) in 1895, An American in Paris (Gershwin) in 1928, het Vioolconcert (Britten) in 1940 en diverse werken van Charles Ives, Igor Stravinsky, Edgard Varèse, Samuel Barber, Aaron Copland, Elliott Carter, Leonard Bernstein en Philip Glass. De dirigenten Arturo Toscanini, Thomas Beecham en John Barbirolli, de violist Jascha Heifetz, de pianist Vladimir Horowitz en vele andere klassieke musici hebben er opgetreden en opnamen gemaakt. Op 25 oktober 1944 vond in een uitverkochte grote zaal het roemruchte optreden plaats van Florence Foster Jenkins, de zangeres die niet kon zingen. 
Bekende Belgische en Nederlandse artiesten die in de grote zaal optraden zijn Willem Mengelberg 286x, Eugène Ysaÿe 56x, het Concertgebouworkest 45x, Bernard Haitink 30x, Edo de Waart 20x, Hans Vonk 12x, Willem van Otterloo 8x, Salvatore Adamo 6x, het Residentieorkest 6x, Jacques Brel 3x, Reinbert de Leeuw 3x, Eduard van Beinum 2x, Wibi Soerjadi 2x, Asko❘Schönberg 1x, Theo Bruins 1x, Marinus Flipse 1x, Rocco Granata 1x, Herman Krebbers 1x, Toots Thielemans 1x en Jeroen Willems 1x.